# Planetoida klasy V
Planetoida typu V – planetoida, u której charakterystyczne jest występowanie krzemu i krzemianów na powierzchni. Skład chemiczny identyfikuje się na podstawie analizy jej widma i albedo powierzchni. Skład tych planetoid jest bardzo podobny do obiektów typu S, występuje tu jednak podwyższony udział minerałów zawierających piroksen. 
Oznaczenie „V” pochodzi od planetoidy (4) Westa (Vesta), u której – jak i u innych planetoid z rodziny Westy – stwierdzono powyższy skład mineralny.
Pod względem liczebności typ ten nie jest często występującym, należy raczej do rzadkich.
Meteoryty HED, należące do achondrytów – howardyty, eukryty i diogenity (są to meteoryty kamienne) mogą pochodzić z zewnętrznego płaszcza Westy, skąd zostały wyrzucone w wyniku zderzenia z jakimś dużym ciałem, o czym świadczy ogromny krater uderzeniowy Rheasilvia na powierzchni tej planetoidy i podobny skład mineralogiczny tych meteorytów.